# Ayoub Gaadaoui
Ayoub Gaadaoui, né le 6 novembre 1991 à Casablanca, est un footballeur marocain évoluant au poste de attaquant à l'Ittihad de Tanger.

## Biographie
Avec le club de l'Ittihad de Tanger, il participe à la Ligue des champions d'Afrique lors de la saison 2018-2019.